# -shat (sufix)
Sufixul -shat (transliterat și ca -šat) se regăsește în toponimia armeană. Se traduce ca „fericit; fericire” și provine din limba partică și limba pahlavi šād („fericit, voios”), având la bază persana veche šiyāta-.
Toponime armene care poartă acest sufix includ:
- Yervandashat⁠(d) (Eruandashat)
- Artashat (Artaxata)
- Ashtishat⁠(d)